# Charles Ier (grand-duc de Bade)
Pour les articles homonymes, voir Charles Ier de Bade (1425-1475) et Charles Ier.
Charles Ier Frédéric de Bade (Charles-Frédéric de Bade) est né le 22 novembre 1728 à Karlsruhe, et mort le 10 juin 1811 dans la même ville. Succédant à son grand-père Charles-Guillaume de Bade-Durlach, il est margrave de Bade-Durlach en 1738, puis, ayant rassemblé sous son nom l'ensemble des possessions de sa Maison par héritage en 1771, margrave de Bade. Devenu électeur de Bade par le recès d'Empire en 1803, il est élevé à la dignité grand-ducale par Napoléon en 1806.

## Biographie
Il est fils de Frédéric de Bade-Durlach et de Anne-Charlotte-Amélie d'Orange-Nassau, fille du prince Jean-Guillaume-Friso d'Orange, stathouder des Provinces-Unies, et de Marie-Louise de Hesse-Cassel qui assume avec talent la régence pour son fils.
Charles-Frédéric de Bade est cité comme le type même du despote éclairé de l'ère des Lumières pour sa juste conduite dans ses États de Bade. Il est particulièrement convaincu par les idées des physiocrates français. Guillaume-François Le Trosne, membre important du mouvement physiocratique, lui dédie même son livre De l'ordre social en 1777.
Il hérite à l'âge de 10 ans en 1738 des États de Charles-Guillaume, son grand-père, y joint les domaines de Baden-Baden, qui lui échoient par succession en 1771, et est élevé en 1803 au rang d'électeur de l'Empire.
Régnant d'abord sous la régence de sa grand-mère Madeleine de Wurtemberg, il est proclamé majeur et marié à Caroline-Louise de Hesse-Darmstadt en 1746.
Il fonde des universités, fait développer l'urbanisme (notamment par la fondation de Karlsruhe), interdit l'usage de la torture dans son margraviat en 1763, l'esclavage en 1783. Son union était heureuse et trois fils en naquirent ; l'avenir du margraviat semblait assuré.
Il accueille, de 1780 à 1790, au fort de Kehl, la Société littéraire typographique, qui imprime, à l'abri de la censure de Louis XVI, les Œuvres complètes de Voltaire.

## Révolution et fiançailles
Mêlé aux événements de la Révolution française, il accueille sur ses terres les émigrés français et notamment le duc d'Enghien, ex-prince du sang, un temps fiancé à sa petite-fille aînée Caroline, avant que la tournure des évènements lui fasse annuler les fiançailles. Le prince, qui réside à Ettenheim, est plus tard enlevé illégalement par des policiers français, jugé et exécuté en 1804.
Dans le même temps, le margrave marie brillamment ses petites-filles : en 1793, Louise-Augusta est choisie par la tsarine Catherine II de Russie pour épouser le futur tsar Alexandre Ier, en 1797, Caroline, déjà citée, épouse le futur Maximilien Ier de Bavière tandis que sa sœur Frédérique épouse Gustave IV Adolphe de Suède.

## Du margraviat au grand-duché
Le traité de Lunéville fait perdre à Charles-Frédéric ses possessions sur la rive gauche du Rhin, mais grâce à la politique menée par son ministre le baron (Freiherr) Sigismund von Reitzenstein (de), le margrave en est amplement dédommagé par le Premier consul puis empereur des Français Napoléon Ier qui agrandit ses États en lui attribuant le temporel des évêchés de Constance, Bâle, Strasbourg, Spire, le Brisgau autrichien, l'Ortenau, lui donne la dignité électorale par le recès de 1803 puis, après la dissolution du Saint-Empire en 1806, le titre de grand-duc. Ainsi, dès 1802, il sécularise l'abbaye d'Allerheiligen qui appartenait à l'Ordre des Prémontrés.
En effet, Napoléon Ier souhaitait faire des États du sud de l'Allemagne des « États-tampon » entre la France et l'Autriche. Dans ce but, l'empereur des Français accorde au petit-fils et héritier du grand-duc, le prince électoral Charles-Louis-Frédéric, la main de sa fille adoptive, Stéphanie, fille de Claude de Beauharnais, qui apporte en dot la rive droite de l'ex-Palatinat du Rhin (avec Heidelberg, Mannheim et Schwetzingen).
Il faut également compter Johann Nicolaus Friedrich Brauer parmi les conseillers importants du souverain badois.
Le margrave Charles-Frédéric perd accidentellement son fils aîné en 1801. Vieillissant, il confie de plus en plus les rênes du pouvoir à son fils cadet, le prince Louis, un pervers notoire qui sait circonvenir le vieil homme et entraîne son neveu le jeune prince héritier dans une débauche effrénée qui hâte sa fin.
Le grand-duc meurt en 1811 à 82 ans, après un règne de 73 ans.

## Généalogie
Charles Ier Frédéric appartient à la quatrième branche de la Maison de Bade, elle-même issue de la première branche de la Maison ducale de Bade. Il appartient à la lignée de Bade-Durlach, dite branche ernestine, fondée par Ernest de Bade-Durlach. Cette lignée toujours existante est actuellement représentée par le prince Maximilien de Bade.

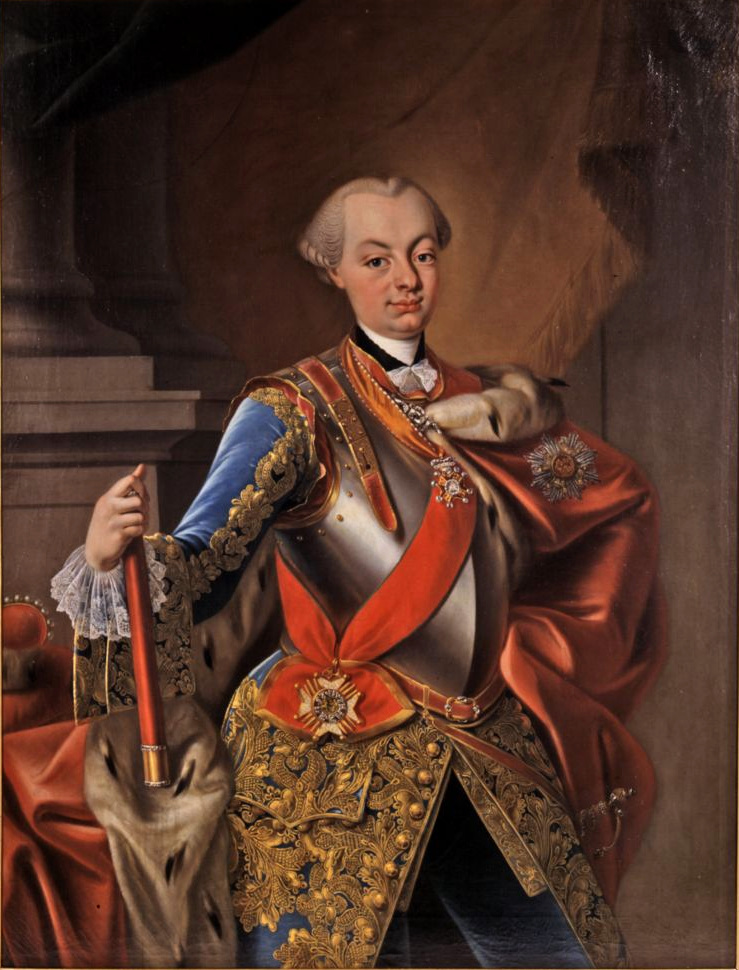
Charles Ier de Bade.

Notons qu'une hypothèse — non confirmée jusqu'ici — fait d'un enfant mâle né de Stéphanie et de Charles-Louis-Frédéric qui aurait précocement disparu, l'énigmatique Kaspar Hauser. Mis au secret par la comtesse de Hochberg, il aurait été assassiné sur ordre de la grande-duchesse Sophie.

## Vie de famille

### Un mariage dynastique
Charles Ier Frédéric de Bade épouse le 28 janvier 1751 Caroline-Louise de Hesse-Darmstadt (1723 – 1783), fille du landgrave Louis VIII de Hesse-Darmstadt.

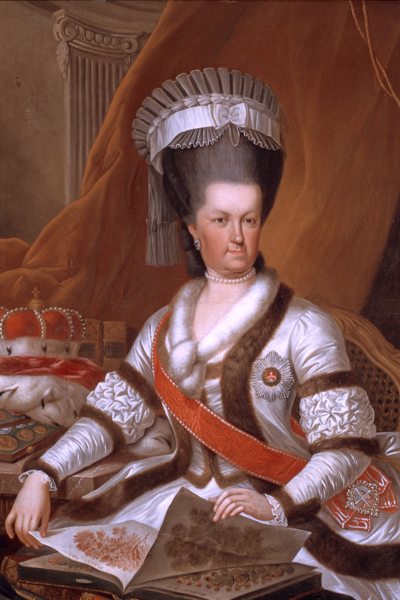
Première épouse : Caroline-Louise de Hesse-Darmstadt

Cinq enfants naissent de cette union :
- Charles-Louis (1755 – 1801), en 1774 il épouse Amélie de Hesse-Darmstadt (1754 – 1832) ;
- Frédéric (1756 – 1817), en 1791 il épouse Louise de Nassau-Usingen (1776 – 1829), sans postérité ;
- Louis Ier (1763 – 1830), en 1818 il succède à son neveu Charles II de Bade et épouse Catherine Werner de Langenstein, sans postérité ;
- un fils (1764 – 1764), mort-né ;
- Louise-Auguste (1767 – 1767), mort-née.

### Une union controversée

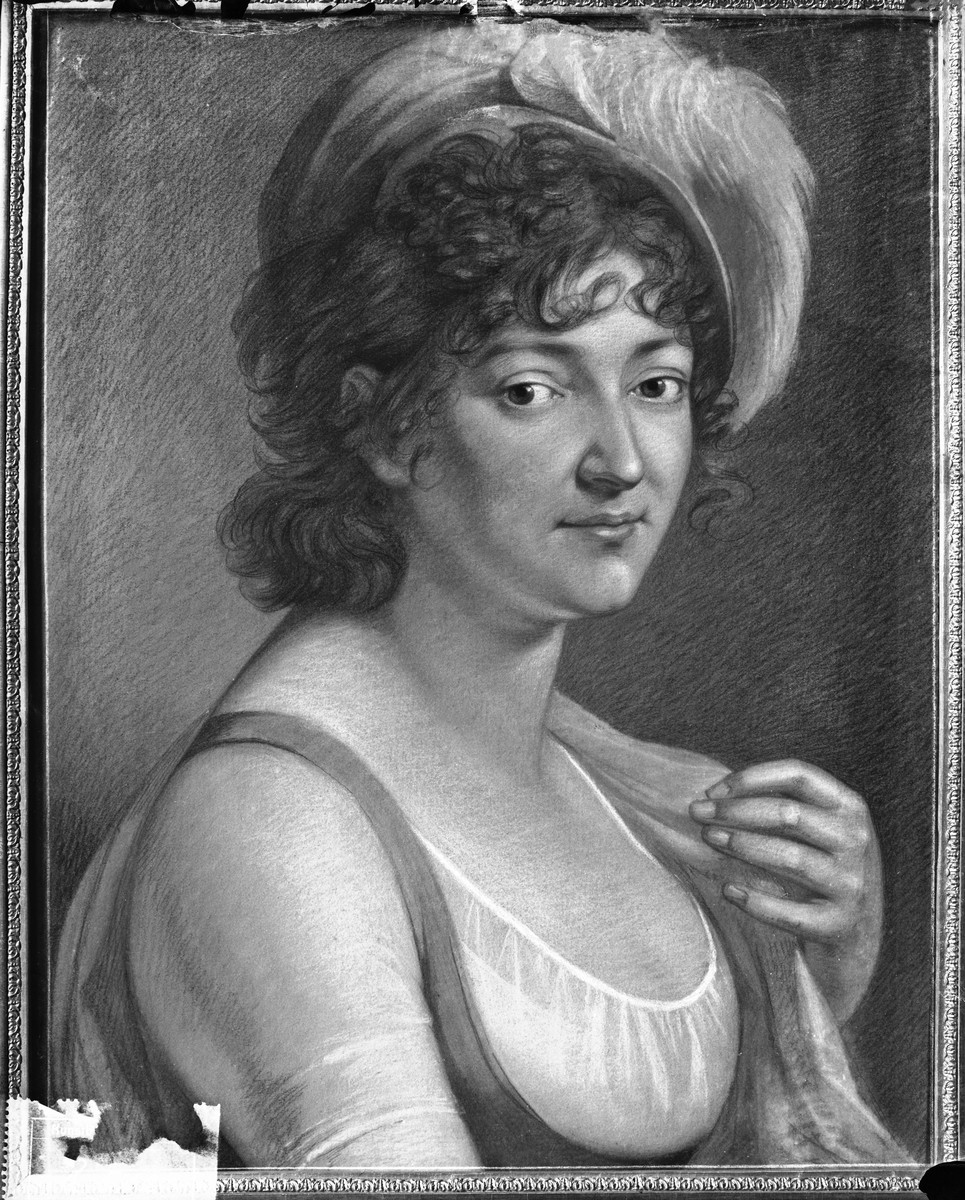
Seconde épouse : Louise-Caroline Geyer von Geyersberg

Veuf en 1783 mais toujours ardent, Charles-Frédéric de Bade cherche à se remarier. Son fils aîné et sa belle-fille, n'ayant pas alors de descendance mâle et craignant de perdre leurs prérogatives au profit de demi-frères plus jeunes, s'opposent à ce projet et incitent le vieux margrave à prendre une maîtresse. Leur choix se porte sur une ravissante jeune fille de leur entourage, Louise-Caroline, fille du baron Louis-Henri Geyer von Geyersberg, âgée de 15 ans (le margrave en a 55).
La jeune fille refuse de devenir une favorite et réclame le mariage. Ainsi, en 1787, le margrave sexagénaire épouse une de ses sujettes âgée de 19 ans, qui est créée comtesse von Hochberg. Cinq enfants naissent de cette union :
- Léopold (1790 – 1852), en 1819, il épouse sa petite-nièce Sophie de Suède (1801 – 1865) et succède en 1830 à son demi-frère Louis Ier de Bade ;
- Guillaume (1792 – 1859), en 1830 il épouse Élisabeth-Alexandrine de Wurtemberg (née en 1802) ;
- Frédéric Alexandre (1793 – 1793) ;
- Amélie (1795 – 1869), en 1818 elle épouse Charles-Egon II de Fürstenberg (1796 – 1854) ;
- Maximilien (de) (1796 – 1882), margrave de Bade, sans alliance.

Nés d'un mariage morganatique, les enfants de ce second lit sont traditionnellement non dynastes, et portent le nom et le titre de leur mère (Hochberg, comte et comtesse von Hochberg).

## Problèmes de succession
Cependant en 1817, la Maison de Bade (lignée de Bade-Durlach, dite lignée Ernestine) risquant de s'éteindre, le grand-duc Charles II, proche de sa fin et sans descendance mâle, afin d'éviter que le grand-duché n'échoie au roi Maximilien Ier de Bavière, modifie la loi de succession : il donne aux enfants de Louise Geyer de Geyersberg et de son grand-père les pleins droits dynastiques sur le grand duché de Bade. Lors de la création de la constitution de 1818, leurs droits à la succession sont consolidés, ils portent le titre de princes et princesses de Bade avec le titre d'altesse grand-ducale de Bade. Pour asseoir sa légitimité, l'aîné d'entre eux, le prince Léopold, est marié dès 1819 à sa petite-nièce Sophie de Suède, arrière-petite-fille de Charles-Frédéric. La comtesse de Hochberg meurt en 1820.
En 1830, à la mort du grand-duc Louis Ier, dernier des Bade, Léopold de Hochberg devient le grand-duc Léopold Ier de Bade.
Cependant, d'aucuns prétendent que les plus jeunes enfants du grand-duc et de la comtesse de Hochberg seraient issus de la relation adultérine (et quasi-incestueuse) de la comtesse et de son beau-fils le grand-duc Louis Ier de Bade, un débauché notoire.
La comtesse serait également à l'origine de la disparition du fils aîné du grand-duc Charles II de Bade, né et déclaré mort en 1812. Un enfant mort-né aurait été substitué au petit prince, qui aurait été mis au secret et ne serait autre que le fameux Kaspar Hauser, réapparu en 1828 et assassiné mystérieusement en 1833 (peut-être sur ordre de l'épouse de Léopold).